# Horacio de Eguía
Horacio de Eguía (Guernica, 15 d'abril de 1914 - Palma, 15 de gener de 1991), fou un escultor nascut al País Basc i establert a Mallorca. Autor d'una nombrosa obra profana i religiosa, el seu estil innovador respecte als cànons del moment li valgué gran quantitat d'encàrrecs. Moltes de les seves obres es poden veure als carrers, places i esglésies de diferents pobles i ciutats.

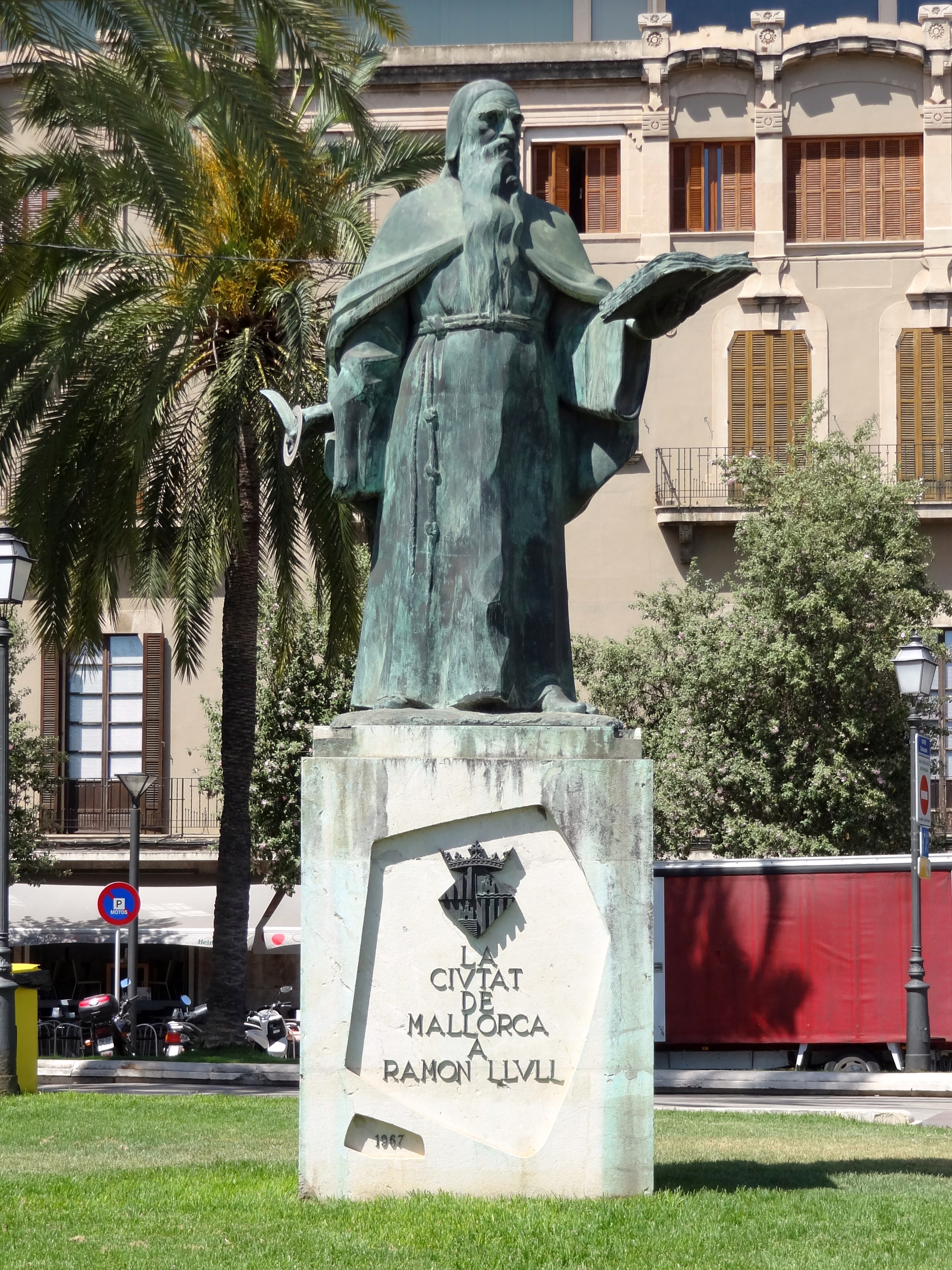
Monument a Ramon Llull, ubicat al Passeig Sagrera de Palma

## Infància i joventut
Va néixer a Guernica, fill d'un policia foral i benjamí de tres germans més i una germana. De petit va anar a l'escola pública on el seu mestre, aviat descobrí el seu talent i afició pel dibuix i modelatge. En sortir de l'escola passava per davant del taller de l'escultor i professor de belles arts, Enrique Amurrio, on es quedava extasiat per les obres que s'hi creaven.
Als dotze anys, aconseguí el permís patern per poder entrar com a aprenent durant les vacances d'estiu amb un sou de tres pessetes. A la nit assistia a classe a l'Escola de Belles Arts. El seu professor, en percebre la gran afició i bones aptituds del jove Horacio, recomanà al seu pare que li permetés entrar al taller del famós José Olavaria, a Bilbao, continuant amb les seves classes nocturnes.

## La Guerra civil
La Guerra civil espanyola, no només el va trobar lluny de casa, sinó en el bàndol contrari al de la seva família. El conflicte va suposar la mort de dos germans i la destrucció absoluta del seu poble per l'anomenat bombardeig de Gernika. La seva mare, ja vídua des de la II República espanyola, va fugir a França per a morir en un dels seus camps de refugiats. Va realitzar un bust al general Cabanellas (president de la Junta de Defensa Nacional) a partir d'unes fotografies. Quan aquest el va veure quedà gratament sorprès i l'acollí com a escorta personal, cosa que li va permetre fer diferents bustos a familiars del general i altres personatges, a l'hora que li evitava haver d'acudir al front de batalla.
Abans d'acabar la guerra, el general va morir, pel que Horacio va ser transferit, gràcies als seus coneixements de modelatge i talla, a l'hospital de Sant Sebastià per fabricar mans ortopèdiques per mutilats de guerra. Aquí feu amistat amb un ferit de guerra que era el fill del notari del petit poble mallorquí de Sant Joan, una persona que tendria un paper clau en la seva vida quan el conflicte bèl·lic va cessar. En acabar la guerra, es trobava sense casa i pràcticament sense família. Això el va dur a traslladar-se a Mallorca, on amb l'ajut del seu amic crearia un rendible taller d'escultura a Sant Joan que li va permetre guanyar diners d'una manera relativament senzilla, encara que no en la línia de treball que el desitjava.

## Inici de la seva carrera
Cercant un treball més artístic i menys industrial, contactà amb l'escultor català Joan Borrell Nicolau, que tenia un taller a l'illa i amb el qual va començar a treballar (encara que amb uns ingressos menors que amb el seu taller a Sant Joan). En aquesta època quan es presentà al II Saló de Primavera del Cercle de Belles Arts, on guanyà la primera medalla.
Poc després va conèixer a la mallorquina Catalina Salvà, amb la qual es casaria el 1947, tendria un únic fill i passaria la resta de la seva vida. El seu caràcter simpàtic i extravertit li va permetre fer ràpidament amistats i contactes entre l'aristocràcia de l'illa, el que suposà la realització de molts retrats i bustos, així com escultura religiosa i profana en tota mena de material: fusta, pedra, bronze, terracota, etc.

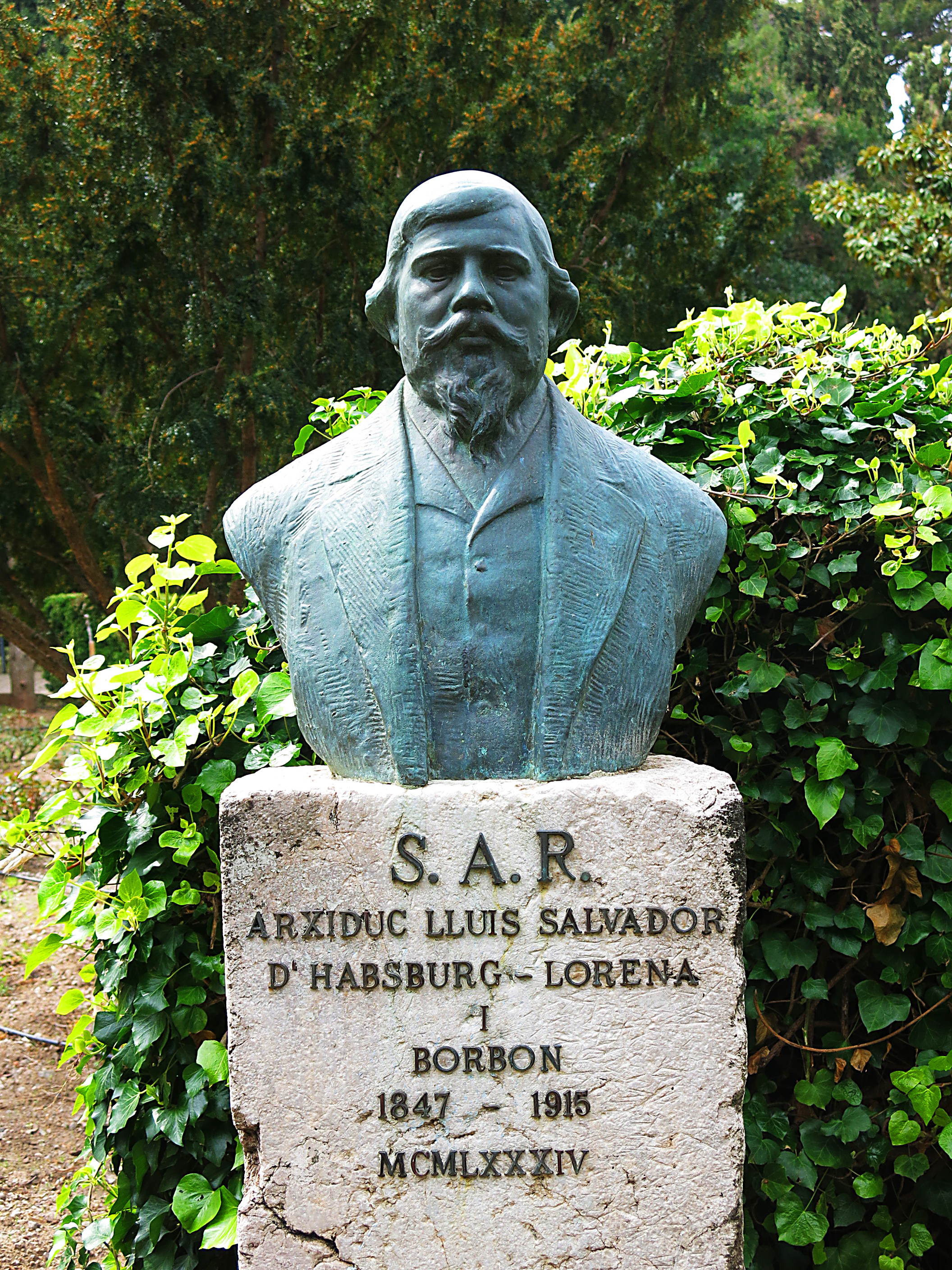
Bust de l'Arxiduc Lluís Salvador als jardins de l'ajuntament de Valldemossa

La seva primera gran obra religiosa seria la de Sant Pius X de mida natural i realitzada a partir de fotografies, que avui dia es troba a l'església de Sant Jaume de Palma. Un dossier d'aquesta obra va arribar al pontífex Pius XII, que el va lloar enormement.
Una altra de les seves obres més destacades fou la de Santa Catalina Thomàs, coneguda a Mallorca amb el sobrenom afectuós de "la Beateta». Aquesta sempre havia estat representada com a monja, però Horacio, de manera innovadora, la presentà com una nena, el que connectava molt més amb la imatge popular transmesa en cançons i llegendes.
Una de les seves obres més importants és la Mare de Déu del Seminari, encarregada pel bisbe de Mallorca Jesús Enciso Viana l'any 1958. En aquests moments, el fill de l'escultor estava malalt, cosa que, juntament amb l'emoció d'haver estat dipositari de tal confiança, el dugué a prometre que aquesta seria la seva millor obra. Per a molts, així va ser, i la seva imatge ha estat coneguda en tots els continents.
És important destacar que durant els anys 50, va conèixer Victorio Luzuriaga, un industrial basc que havia començat amb un petit taller i ara tenia una gran empresa de fosa. Li agradava molt viatjar a Mallorca per «invertir alguns estalvis», com deia ell, comprant diverses possessions i hotels. Era una persona amb la qual l'artista va establir una gran amistat i li va permetre entrar en l'alta societat de Sant Sebastià, ciutat a la que va viatjar i on va realitzar moltes obres.
Amb l'arribada del turisme a l'illa, es dispara també la seva producció de figures profanes per decorar hotels, monuments per a diferents ajuntaments, etc.
La seva popularitat el va dur a participar en nombrosos actes socials, com festes i concursos de tota classe. També va ser president de la federació de boxa, de la federació de pilota basca i vocal nacional d'ANSIBA (un sindicat d'artistes), entre altres coses. En aquesta època passaren pel seu taller generals, toreros, escriptors, governadors, bisbes i tota mena de personatges, com Manuel Fraga Iribarne quan era ministre d'Informació i Turisme.
Va ser acadèmic de la Reial Acadèmia de Sant Sebastià a Mallorca i a mesura que s'anava fent gran la seva activitat es va tornar més lenta i depurada. A més va deixar de treballar els materials més durs com la pedra o la fusta, realitzant la major part del seu obra en bronze. Una de les seves darreres obres més rellevants foren dos bustos per al nou Rei Joan Carles I i la Reina Sofia, ubicats al Palau de Marivent.

## Anàlisi de l'obra

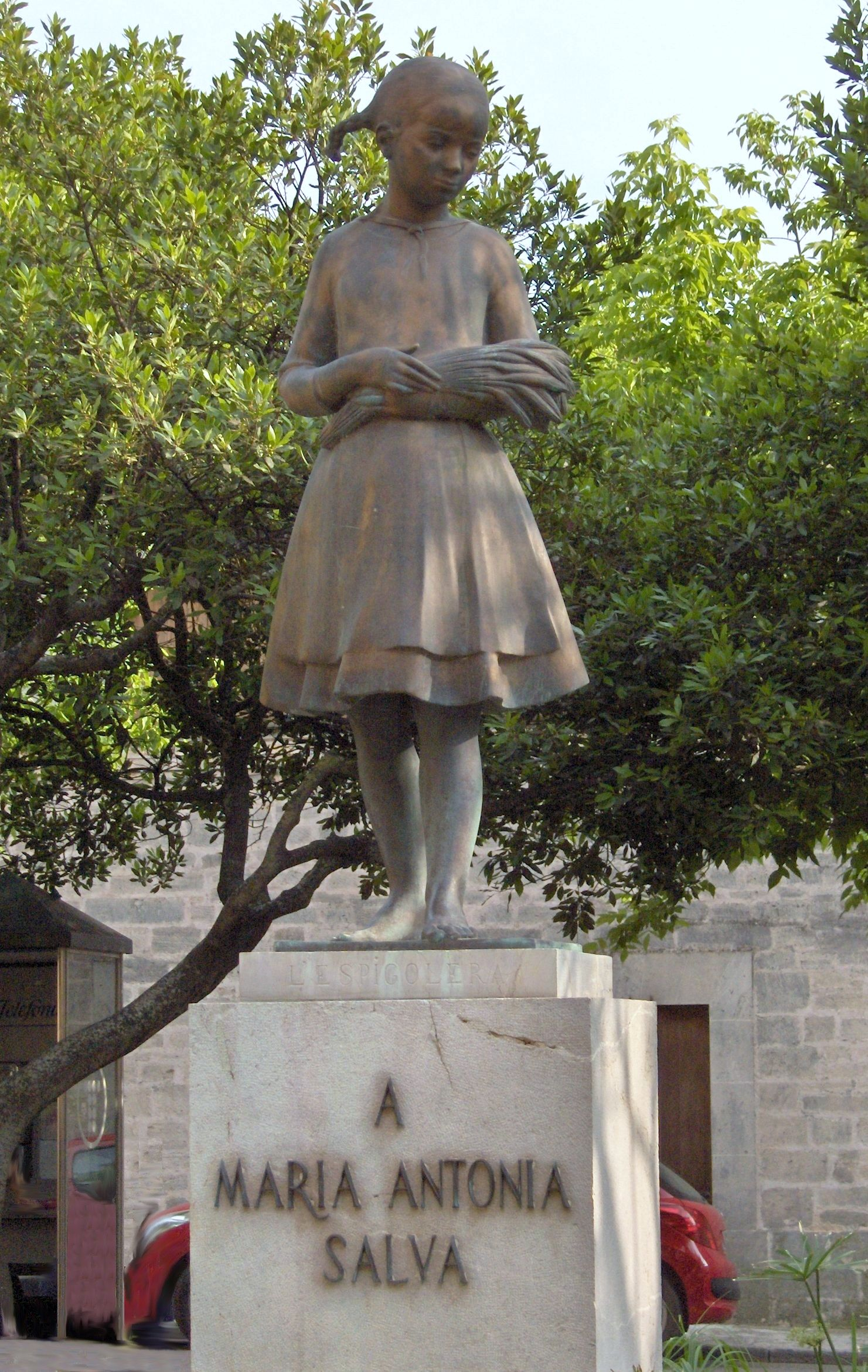
L'espigolera, monument a Maria Antònia Salvà, ubicat a Llucmajor

La seva obra reflecteix bellesa, belles proporcions i harmonia de línies. Com va aprendre del seu mestre Joan Borrell Nicolau, solia repetir que el més important d'una escultura és que «planti bé» i els volums estiguin al seu lloc.
Amb el pas del temps les línies s'anaren simplificant, s'eliminaren cada vegada més detalls superflus fins a arribar a una simplicitat màxima dins d'un realisme. Tot això dins d'un procés sincer i personal sense deixar-se influir per nous estils i modes. En les seves escultures no hi ha postures exagerades, ni moviments estridents. Segons ell les figures que intenten captar el moviment «són les que més quietes estan».
Els seus inicis com a retratista li donen un gran domini de la tècnica en la qual sap fer aflorar sobre la semblança física, tot el sentiment, tot el batec de la persona representada.
En la seva diversa obra hi ha gran abundància de tema religiós, vist des d'una perspectiva postconciliar, que requereix un nou tractament i l'allunyament d'imatges ombrívoles i tristes. Els trets adolescents de les seves verges, el cos atlètic i vigorós dels cristos, les seves cares afables i serenes, els doten d'humanitat i proximitat, allunyant-se de l'estètica turmentada i recarregada del moment.

## Resum de l'obra principal

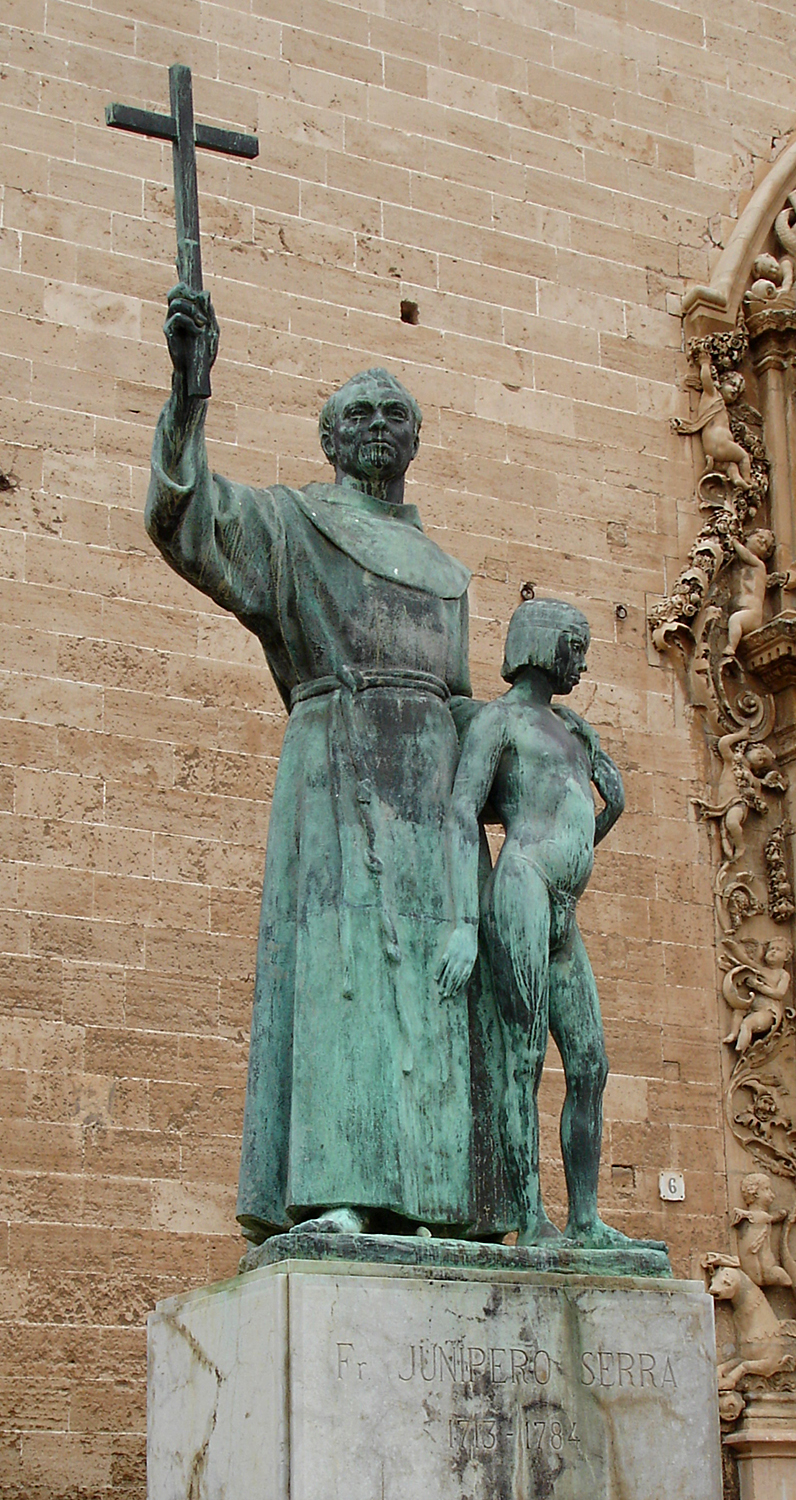
Monument a fra Juníper Serra, davant l'església de Sant Francesc de Palma

- 1936-1939 Soldat jacent, General Miguel Cabanellas Ferrer i altres retrats.
- 1951 la Fe i l'Esperança, en pedra arenisca de 2,14 m d'alçada (cementiri municipal d'Inca, Mallorca).
- 1952 Arxiduc Lluís Salvador d'Àustria, bust en pedra arenisca (museu de Son Marroig, Valldemossa, Mallorca)
- 1952 Monument a Fluxà: retrat, en bronze i relleus (Inca, Mallorca)
- 1952 D. Alejandro Rodríguez de Valcárcel, bust en bronze.
- 1954 Sant Pius X, de mida natural en fusta policromada (parròquia de Sant Jaume a Palma)
- 1954 Monument a Santa Catalina Thomàs «la Beateta» bronze de mida natural (Valldemossa, Mallorca)
- 1957 Retrat de l'escriptor Camilo José Cela.
- 1960 Retrat el torero Antonio Borrero Morano "Chamaco".
- 1965 Monument a Fra Juníper Serra, bronze de 3,3 m d'alçada en Palma, posteriorment es va realitzar una còpia per a l'Havana (Cuba).
- 1966-67 Monument a Ramon Llull, bronze de 3m d'alçada (Palma).
- 1971 Crist, bronze de 3m d'alçada, Mare de Déu amb Nen, bronze d'1,8 m d'alçada i relleu en bronze de Sant Llorenç (Parròquia de Palma Nova, Calvià, Mallorca).
- 1974 Monument al pintor Anglada Camarasa, bust en bronze (Pollença, Mallorca).
- 1977 Monument a Miquel Costa i Llobera, bust en bronze (ses Cases Velles, Formentor, Mallorca).
- 1981 Reina Sofia, bust en bronze (Palau de Marivent, Mallorca).
- 1984 Monument a l'arxiduc Lluís Salvador d'Àustria, bust en bronze (Valldemossa, Mallorca).